# Sammy Guevara
Samuel Elliot Guevara (Katy, 28 luglio 1993) è un wrestler statunitense, sotto contratto con la All Elite Wrestling.
Guevara inizia la sua carriera da wrestler nel 2013 dopo essere stato allenato nella Reality of Wrestling di Booker T. Per diversi anni lavorerà per numerose federazioni indipendenti statunitensi come Pro Wrestling Guerrilla, Major League Wrestling, Evolve e per alcune federazioni internazionali come DDT Pro-Wrestling. Nel 2018 fa la sua apparizione nella quarta stagione di Lucha Underground, una pro wrestling-serie TV prodotta dalla compagnia messicana Lucha Libre AAA Worldwide. In seguito alle performance in Lucha Underground cominciò a lottare in AAA dove divenne AAA World Cruiserweight Champion.
Nel 2019, Guevara firma un contratto con la All Elite Wrestling, dove, assieme a Chris Jericho, Jake Hager, Santana & Ortiz, ha fatto parte dell'Inner Circle.

## Carriera

### Circuito indipendente (2013-2019)
Guevara fece la sua prima apparizione come wrestler il 5 gennaio del 2013 per la National Wrestling Alliance. Il 7 aprile 2015 combatté in un dark match in coppia con Tony Guevara contro i Los Matadores. Debutta nel 2017 per la Pro Wrestling Guerrila (PWG) durante l'evento Battle of Los Angeles Tournament dove verrà eliminato ai quarti di finale. Il 7 dicembre 2017 fece il suo debutto per la Major League Wrestling (MLW) facendo più di un'apparizione durante gli show televisivi MLW Fusion durante tutto il 2018. Nel maggio del 2018, Guevara, si oppose a Walter nel main event dello show della PWG Bask in his history per il PWG World Champion uscendo però sconfitto. Appare anche nella quarta stagione di Lucha Underground. Il 28 aprile 2019 durante l'evento Rumble in Pakistan vince il PWFP Championship sconfiggendo l'allora campione Raja Naveed, perse comunque il titolo per non averlo difeso per più di 340 giorni.

### Lucha Libre AAA Worldwide (2018–2019)
Guevara fece il suo debutto in Lucha Libre AAA Worldwide nel 2018 durante l'evento Verano de escandalo. Vinse il AAA World Cruiserweight Championship a Triplemania XXVI annuale evento di agosto prima di perderlo a favore di Laredo Kid. Il 6 febbraio 2019 a Triplemania XXVII, l'anno seguente, perse assieme a Scarlet Bordeaux un match valido per l'AAA World Mixed Tag Team Championship.

### All Elite Wrestling (2019-presente)
Sammy Guevara ha vinto il suo primo titolo nella All Elite Wrestling nella puntata di Dynamite svoltasi il 29 settembre 2021 a Rochester (New York). Ha sconfitto il precedente TNT Champion Miro.
Perde il titolo nella puntata del 25 dicembre di Rampage contro Cody Rhodes.

## Personaggio

### Mosse finali
- 630 senton bomb
- GTH (Argentine backbreaker rack seguita da un knee lift)

### Soprannomi
- "The Best Ever"
- "The Jesus of Wrestling"
- "Mr. Money's Worth"
- "The Spanish God"

## Titoli e riconoscimenti
- All Elite Wrestling
  - AEW TNT Championship (3)
- Lucha Libre AAA Worldwide
  - AAA Cruiserweight Championship (1)
  - Campeonato Mundial en Parejas Mixto de la AAA (1) – con Tay Melo
- Inspire Pro-Wrestling
  - Inspire Pro Junior Crown Championship (2)
- Pro Wrestling Federation of Pakistan
  - PWFP Ultimate Championship (1)
- River City Wrestling
  - RCW International Championship (2)
  - RCW Phoenix Championship (2)